# México y el Proceso de Certificación de las Drogas
El Proceso de Certificación de las Drogas es el mecanismo que existió en Estados Unidos del año 1986 al 2002 con el propósito de evaluar los esfuerzos de cooperación con Estados Unidos de los países con un alto índice de producción o tránsito de drogas. El procedimiento fue establecido mediante la Ley contra el Abuso de Drogas de 1986 como parte de una reforma antidrogas más amplia que respondía a la preocupación que habían mostrado los votantes estadounidenses por la violencia y la adicción provocadas por los narcóticos.
A más tardar el 1 de marzo de cada año, el presidente de Estados Unidos estaba obligado a enviar al Congreso una lista de los principales países productores y de tránsito de drogas, calificando su grado de colaboración con Estados Unidos en el combate contra estas actividades ilícitas. La decisión del Presidente de certificar o no a un país podía ser revertida por una resolución conjunta del Congreso estadounidense. Si un país no era certificado, se le retiraba la asistencia bilateral y se imponían sanciones financieras y comerciales.
En el caso particular de México, desde 1986 hasta el 2002, el país fue certificado favorablemente a pesar de que se iniciaron resoluciones en contra de la decisión del Ejecutivo por parte del Congreso en los años 1987, 1988, 1997, 1998 y 1999.

## Antecedentes
En 1961 se promulgó la Ley de Asistencia Extranjera (Foreign Asistance Act), en la cual se requería que el presidente enviara cada año al Congreso una lista de los países que determinara que eran los principales países productores o distribuidores de drogas. Sin embargo, el proceso de certificación sería establecido hasta 1986, durante la presidencia de Ronald Reagan. 
De acuerdo con Paolo Riguzzi y Patricia de los Ríos, el establecimiento de la certificación responde a la creciente preocupación de diversos sectores de la sociedad estadounidense por los efectos del consumo de drogas, en un contexto cultural y político conservador. Asimismo, señalan que varias naciones de América Latina se habían convertido en grandes productoras o comercializadoras de drogas. Consideran que este fenómeno se da como respuesta al consumo estadounidense y a la crisis económica de los años ochenta, en la cual se encontraba inmersa la mayor parte de América Latina. Al mismo tiempo, Riguzzi y de los Ríos señalan que la promulgación de la ley antidrogas es producto de la pugna entre el Ejecutivo y el Congreso respecto del manejo de ciertos aspectos de la política exterior, en la cual el Legislativo buscaba tener una injerencia mucho mayor.
Por otro lado, Riguzzi y de los Ríos enfatizan que los cambios ocurridos en las rutas del narcotráfico desde Sudamérica desplazaron hacia México el tránsito de la cocaína, lo cual se sumó a la producción de marihuana en el país.
Aunado a ello, Rafael Fernández de Castro y Jorge I. Domínguez llaman la atención a que en 1985 explotó la relación de cooperación México – Estados Unidos en la lucha contra las drogas. Consideran que los esfuerzos conjuntos se habían iniciado a partir de la Operación Cóndor en los años setenta, cuando México comenzó a aceptar asistencia técnica estadounidense en grandes cantidades para combatir el narcotráfico. Asimismo, el gobierno mexicano aceptó oficializar la presencia en el país de agentes policiacos estadounidenses y en 1983 el presidente Miguel de la Madrid aumentó significativamente la participación militar en la batalla contra el narcotráfico. 
Fernández de Castro y Domínguez consideran que este relación de cooperación explotó en 1985 con el asesinato en México del agente Enrique Camarena Salazar, de la Administración Antidrogas de Estados Unidos (D.E.A.). Este país inició la Operación Intercepción II, cerrando prácticamente las fronteras durante ocho días. Inclusive algunos funcionarios estadounidenses insultaron públicamente a funcionarios mexicanos, puesto que consideraban que algunos funcionarios mexicanos, sobre todo de las fuerzas policiacas, habían participado directamente en el asesinato de Camarena.
Si bien la Ley contra el Abuso de Drogas de 1986, la cual establece el proceso de certificación, no hace referencia a países específicos, Riguzzi y de los Ríos consideran que la ley sí contiene cláusulas inspiradas por los acontecimientos relacionados con el narcotráfico en México.
Por ejemplo, aquellas donde se pide, como condición para certificar a un país por razones de seguridad nacional, que éste “debe haber hecho esfuerzos de buena fe por investigar y perseguir delitos contra agentes de la DEA, cometidos con la complicidad del personal gubernamental desde el 1º de enero de 1985.”

## La Ley contra el Abuso de Drogas de 1986
A través de la ley pública 99-570, también conocida como la Ley contra el Abuso de Drogas de 1986 (Anti-Drug Abuse Act of 1986), el Congreso de Estados Unidos estableció que el presidente de dicho país estaba obligado a enviar al Congreso, a más tardar el 1 de marzo de cada año, una lista de los principales productores de narcóticos y los de mayor tránsito de estupefacientes, calificando el grado de colaboración con el gobierno de Estados Unidos en el combate de dichas actividades ilícitas.
Para llevar a cabo la certificación, el Departamento de Estado de los Estados Unidos consideraba como los principales países productores de droga aquellos en los que:
- se cultivaban o cosechaban ilícitamente 1,000 hectáreas o más de amapola durante un año;
- se cultivaban o cosechaban ilícitamente 1,000 hectáreas o más de cocaína durante un año; o
- se cultivaban o cosechaban ilícitamente 5,000 hectáreas o más de cannabis durante un año, a menos que el presidente determinara que tal producción ilícita de cannabis no afectaba significativamente a Estados Unidos.

Asimismo, establecía que los principales países de tránsito de droga eran:
- una fuente directa de narcóticos ilícitos o drogas psicotrópicas u otras sustancias controladas que afectaba significativamente a Estados Unidos; o
- un país a través del cual se transportaban tales drogas o sustancias.[7]

La ley señalaba que el Ejecutivo tenía tres opciones en la calificación que otorgaba a los países donde existe una producción significativa o tráfico ilegal de drogas:
1. La certificación plena
Esta se otorgaba cuando el presidente consideraba que el país en cuestión había cooperada plenamente con Estados Unidos, o había llevado a cabo los pasos adecuados para el combate de la problemática en su actuar interno, para lograr un pleno cumplimiento con las metas y objetivos de la Convención contra el tráfico ilícito de narcóticos y sustancias psicotrópicas de Naciones Unidas.
La certificación por razones de interés nacional
Si un país determinado no había cooperado plenamente, se le otorgaba la prerrogativa al Presidente de “certificarlo por razones de interés nacional”. En la ley no se especificaba en qué consistían los motivos de interés nacional.
La descertificación
La ley requería que se “analizaran los intereses vitales de Estados Unidos” y se determinara cuáles países no habían cumplido con los estándares considerados para la certificación. En este caso, se procedería a la aplicación de sanciones.

Aquellos países que recibieran la certificación plena se encontraban en posibilidad de recibir apoyo por parte del gobierno norteamericano en el combate contra la producción y el tráfico de drogas, así como otros beneficios económicos y comerciales. Por el contrario, a los países que no habían reunido los requisitos para ser certificados se les podrían imponer las siguientes sanciones:
- suspensión total de la ayuda del gobierno estadounidense para los años fiscales consecutivos;
- votación por parte del gobierno estadounidense en contra de cualquier préstamo al país sancionado por parte de los bancos multilaterales de desarrollo (por ejemplo, en el Banco Internacional de Reconstrucción y Desarrollo o BIRD).

Asimismo, la ley preveía una serie de sanciones de carácter discrecional, sobre cuya aplicación el presidente estaba facultado para decidir según el caso particular. Estas sanciones eran las siguientes:
- suspensión de cualquier tratamiento de tarifa preferencial para las exportaciones del país sancionado;
- incremento de hasta un 50% en los aranceles de los productos importados del país sancionado;
- suspensión de la transportación aérea entre Estados Unidos y el país sancionado;
- retiro de Estados Unidos de cualquier acuerdo aduanero que pudiera haber existido con el país sancionado.[8]

## El Congreso estadounidense y el Proceso de Certificación
A partir de la decisión presidencial correspondiente se iniciaba un periodo de 30 días durante los cuales el Congreso tenía la facultad de desaprobar la certificación otorgada por el Ejecutivo. Esto era posible mediante una resolución conjunta. Por tanto, el procedimiento era largo, dado que se requería de una versión de la iniciativa aprobada por la Cámara de Representantes y otra por la Cámara de Senadores, para la eventual redacción de una versión final aceptable para ambas Cámaras por un Comité de Conferencia. Por último, la versión final tenía que ser votada por los respectivos plenos. 

## El Proceso de Certificación (1986-2002)
Durante las administraciones de Ronald Reagan (1981-1989) y de George H. W. Bush (1989-1993) los resultados del proceso de certificación eran predecibles, por lo que el mismo pasaba inadvertido. La descertificación se reservaba para países con tensas relaciones la Casa Blanca, como Irán y Siria, o para países que tenían pocas relaciones con Estados Unidos, como Burma y Afganistán. En contraste, durante la administración de Bill Clinton (1993-2001) la certificación se volvió más rígida. En 1994 se descertificó a Nigeria, y a Bolivia y a Perú se les condonó con el argumento de “razones de interés nacional”, al igual que a Colombia, Paraguay y Pakistán en 1995. En 1996 se descertificó a Colombia.
Desde 1986 hasta el 2002, México fue certificado favorablemente por el Ejecutivo a pesar del expreso descontento en ciertos años por parte del Congreso.
En 1987, 1988, 1997, 1998 y 1999 se iniciaron resoluciones en la Cámara de Representantes, en el Senado o en ambas Cámaras con miras a revertir la certificación otorgada por el Ejecutivo a México. Sin embargo, ninguna resolución inicial se tradujo en una resolución conjunta que efectivamente descertificara al país.

### La Certificación de 1997
En marzo de 1997 el Ejecutivo decidió certificar a México a pesar de las graves revelaciones de corrupción relacionadas con el narcotráfico descubiertas en el ejército mexicano. En la víspera de la certificación, el general Jesús Gutiérrez Rebollo, jefe del Instituto Nacional para el Combate a las Drogas, fue arrestado tras ser acusado de colaborar con los narcotraficantes. La plena certificación de México fue justificada por: 

la voluntad del gobierno de México de reconocer que existe corrupción en altos niveles de sus instituciones para el control de drogas […] el Presidente Zedillo está claramente buscando responder a la crisis con integridad y tratando de establecer un gobierno limpio, una verdadera democracia y un respeto absoluto por el Estado de Derecho en su país.

A partir de la decisión del Ejecutivo de certificar a México, tuvieron lugar muy controvertidas discusiones en el Congreso con miras a revertir la decisión del Presidente Clinton. Las mismas se extendieron hasta finales de marzo, cuando se decidió dar un plazo de 90 días para que el Ejecutivo entregara un nuevo informe al Congreso en el que se evaluaran los esfuerzos mexicanos en el combate al tráfico de drogas.

### La Certificación del 2000
Se realizaron fuerte críticas en el Congreso estadounidense ante la certificación de México; sin embargo, no se iniciaron resoluciones en ninguna de las dos Cámaras. Dada la elección de Vicente Fox como Presidente de México, se introdujeron propuestas de ley para exentar a México de los requerimientos de la certificación. Sin embargo, las mismas no fueron aprobadas.

## Cambios en la política de drogas
En 2001, el Comité de Relaciones Exteriores del Senado aprobó dos medidas que modificarían los requerimientos de la certificación por tres años. Finalmente la única medida aprobada por el Congreso fue la de Apropiaciones y Operaciones Exteriores (ley pública 107 – 115), la cual atenuaba los requerimientos de la certificación pero requería que el presidente designara y retirara la asistencia a los países que demostrablemente fallaran en contra los tratados internacionales sobre narcóticos.
En 2002, el Congreso estadounidense aprobó la ley pública 107 – 228, la cual eliminaba los requerimientos anuales de la certificación; en cambio, a partir de entonces se permite que el presidente discrecionalmente designe y retenga la asistencia a los países que han fallado demostrablemente en sus esfuerzos para combatir el comercio ilegal de narcóticos.